# NGC 4229
NGC 4229 é uma galáxia espiral (S0-a) localizada na direcção da constelação de Canes Venatici. Possui uma declinação de +33° 33' 40" e uma ascensão recta de 12 horas, 16 minutos e 38,7 segundos.
A galáxia NGC 4229 foi descoberta em 2 de Janeiro de 1786 por William Herschel.